# 小野啓
小野 啓（おの けい、1977年 - ）は日本の写真家。

## 略歴
京都府出身、東京都在住。立命館大学経済学部卒業、ビジュアルアーツ専門学校大阪写真学科卒業。
2002年より日本全国の高校生のポートレートを撮影することをライフワークとする。被写体となる高校生はインターネット上などで志願者を募る手法で集めている。2003年、富士フォトサロン新人賞奨励賞。2006年、ビジュアルアーツフォトアワード大賞、第26回ひとつぼ展入選。
『桐島、部活やめるってよ』『少女は卒業しない』（朝井リョウ）、『アンダスタンド・メイビー』（島本理生）などの装丁写真を手がける。
「小野啓写真集『NEW TEXT』作って届けるためのプロジェクト」を経て、2014年に写真集『NEW TEXT』を刊行。第26回写真の会賞を受賞。

## 写真集
- 青い光（2006年、青幻舎）
- NEW TEXT（2014年、赤々舎）